# Ellinor Catherine Cunningham Van

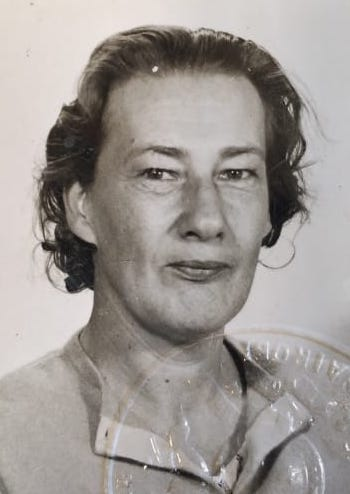
Ellinor Catherine Cunningham van Someren (entre 1955 y 1965).

 Ellinor Catherine Cunningham van Someren (de soltera MacDonald ; 4 de diciembre de 1915 - 1 de septiembre de 1998) fue una entomóloga médica británica nacida en Uganda. Se especializó en mosquitos, identificó al menos treinta y tres nuevas especies mientras trabajaba en el Servicio de Salud de Kenia y participaba en estudios científicos en Kenia, Tanzania y Somalia. En 1962, fue consultora sobre fiebre amarilla de la Organización Mundial de la Salud . Van Someren fue nombrado Oficial de la Orden del Imperio Británico en los Honores del Cumpleaños de la Reina en 1974 por sus servicios diplomáticos en investigación científica en el extranjero.

## Educación y vida personal
Ellinor Catherine MacDonald nació en 1915 en Kampala, Uganda .  Era hija de William George MacLeod MacDonald, un escocés de Inverness que llegó a Uganda en 1908 para trabajar en el Departamento de Correos y Telégrafos, y de Lucy Ellinor Tunstall, una inglesa de Mere, Wiltshire .    Más tarde, su padre fue nombrado director general Adjunto de Correos.   Creció en Nairobi y en la granja de su familia en Maragua . Asistió a la Real Academia de Inverness en Escocia. Ella no estudió en la universidad. En 1940 se casó con Gurner Robert Cunningham van Someren (fallecido en 1997), quien trabajó en control de plagas y más tarde como ornitólogo.  Vivían en Karen, Kenia y tenían dos hijos juntos.  Murió en septiembre de 1998. 

## Carrera
Desde 1936 hasta 1973, van Someren trabajó como asistente de laboratorio en la División de Enfermedades Transmitidas por Insectos del Laboratorio de Investigación Médica en Nairobi, Kenia (más tarde el Servicio de Salud del Gobierno de Kenia ). Se convirtió en una experta en mosquitos de África Oriental y describió al menos 33 nuevas especies y 3 subespecies, detalles de las etapas de la vida y la ecología de los mosquitos. El control de estos insectos es importante en salud pública ya que son vectores de enfermedades como la malaria, la fiebre amarilla y varios tipos de encefalitis . Identificó mosquitos en varios estudios realizados en regiones de África (Kenia, Somalia, Tanzania, Etiopía) e islas del Océano Índico (Madagascar, Islas Chagos, Seychelles). Dibujó muchas de las ilustraciones de sus publicaciones científicas. Actuó como consultora sobre fiebre amarilla en 1962 para la Organización Mundial de la Salud .  Como los viajes alrededor del mundo en avión aumentaban a finales de la década de 1960, participó en un estudio sobre la diversidad de mosquitos encontrados en los aviones que viajaban entre Kenia y otras regiones de África, Asia y Europa. Esto identificó 14 especies diferentes y hasta 24 mosquitos individuales en cada avión. Otras especies de moscas también fueron transportadas involuntariamente en los aviones. 

## Publicaciones
van Someren fue autor o coautor de alrededor de 40 publicaciones científicas, entre ellas:
- Macdonald EC (1939) La larva de Aedes ( Finlaya ) pulchrithorax Edwards (Dipt., Culicidae). Proc R Entomol Soc London Ser B Taxón . 8 17–18.
- van Someren ECC (1946) Culcidae etíope: notas y descripciones de algunas especies nuevas y larvas y pupas (Diptera) hasta ahora desconocidas. Trans R Entomol Soc Londres. 96 109–24.
- van Someren ECC (1949) Culicidae etíope — Eretmapodites Theobald: descripción de cuatro nuevas especies del grupo Chrysogaster con notas sobre las cinco especies conocidas de este grupo. Proc R Entomol Soc Lond Ser B Taxón. 18 119–29.
- Van Someren ECC, Teesdale C., Furlong M. (1955) Los mosquitos de la costa de Kenia; Registros de ocurrencia, comportamiento y hábitat. Toro Entomol Res. 46 463–93.
- Van Someren ECC (1967) Una lista de verificación de los mosquitos Culicine de Tanganica, con notas sobre su distribución en el territorio. Toro Entomol Res. 57 207–20.

## Honores y premios
Dos especies de mosquitos (incluido Culex vansomereni ),  una subespecie y un subgénero (inicialmente descrito como género Vansomereni ) llevan su nombre. Además, el pájaro apalis de cabeza negra Apalis melanocephala ellinorae recibió su nombre de su marido en 1944. En 1974, la Universidad Brunel le otorgó un título honorario de Doctora en Tecnología y fue nombrada oficial de la Orden del Imperio Británico durante los honores del cumpleaños de la Reina en 1974 . 